# Trichodes flavocinctus
Trichodes flavocinctus é uma espécie de insetos coleópteros polífagos pertencente à família Cleridae.
A autoridade científica da espécie é Spinola, tendo sido descrita no ano de 1844.
Trata-se de uma espécie presente no território português.